# Arrach
Arrach er en kommune i Landkreis Cham i Regierungsbezirk Oberpfalz i den østlige del af den tyske delstat Bayern, med godt 2.700 indbyggere.

## Geografi
Kommunen ligger i Bayerischen Wald i floddalen til Hvide Regen i landskabet Lamer Winkel, og er omgivet af bjergene Osser, Arbers, Riedelstein, Kaitersbergene og Hohen Bogen.

### Inddeling
Kommunen har 13 landsbyer og bebyggelser
| - Arrach - Auhof - Drittenzell - Eck - Eckelshof - Eschlsaign - Großmühle | - Haibühl - Kleß - Kummersdorf - Ottenzell - Ottmannszell - Stadlern |

### Nabokommuner
- Lam
- Hohenwarth
- Neukirchen b. Hl. Blut
- Arnbruck (Landkreis Regen)